# Kay Swinburne
Jacqueline Kay Swinburne (ur. 8 czerwca 1967 w Aberystwyth) – brytyjska i walijska polityk, w latach 2009–2019 deputowana do Parlamentu Europejskiego VII i VIII kadencji.

## Życiorys
Absolwentka King’s College w zakresie biochemii i mikrobiologii. Kształciła się następnie na University of Surrey w Guildford, gdzie uzyskała stopień doktora nauk medycznych. Pracowała m.in. w branży finansowej, w tym w Deutsche Banku. W 1999 odeszła z zajmowanego w tej firmie wysoko opłacanego stanowiska na skutek seksistowskich zachowań swojego przełożonego. Stała się wówczas osobą publiczną w związku z głośnym wytoczonym bankowi procesem, w którym wygrała wysokie odszkodowanie za doświadczoną dyskryminację.
Kay Swinburne zaangażowała się w działalność polityczną. Była radną miasta Hereford i burmistrzem Ledbury. Pracowała też jako menedżer w służbie zdrowia.
W 2008 została wpisana na pierwsze miejsce okręgowej listy Partii Konserwatywnej w wyborach europejskich w 2009 w Walii. Na skutek głosowania uzyskała mandat eurodeputowanej. W PE VII kadencji przystąpiła wraz z torysami do nowej grupy pod nazwą Europejscy Konserwatyści i Reformatorzy, została też członkinią Komisji Gospodarczej i Monetarnej. W 2014 z powodzeniem ubiegała się o europarlamentarną reelekcję.